# Латово
Латово (на македонска литературна норма: Латово) е село, в община Брод (Македонски Брод).

## География
Селото се разположено в областта Долно Кичево на десния бряг на Треска (Голема) в пролома на реката между Песяк и Бушева планина.

## История
В XIX век Латово е село в Кичевска каза на Османската империя. В „Етнография на вилаетите Адрианопол, Монастир и Салоника“, издадена в Константинопол в 1878 година и отразяваща статистиката на населението от 1873 година, Латово (Latovo) е посочено като село с 28 домакинства със 120 жители българи. Църквата „Света Богородица“ е от 1881 година.
Според статистиката на Васил Кънчов („Македония. Етнография и статистика“) от 1900 година Латово е населявано от 400 жители, всички българи. Според Никола Киров („Крушово и борбите му за свобода“) към 1901 година Латово има 35 български къщи.
На Етнографската карта на Битолския вилает на Картографския институт в София от 1901 година Лотово е чисто българско село в Кичевската каза на Битолския санджак с 40 къщи.
Цялото население на Латово е под върховенството на Българската екзархия. По данни на секретаря на екзархията Димитър Мишев („La Macédoine et sa Population Chrétienne“) в 1905 година в Латово има 480 българи екзархисти.
Статистика, изготвена от кичевския училищен инспектор Кръстю Димчев през лятото на 1909 година, дава следните данни за Латово:
| Домакинства | Гурбетчии | Грамотни | Грамотни | Грамотни | Неграмотни | Неграмотни | Неграмотни |
| Домакинства | Гурбетчии | мъже     | жени     | общо     | мъже       | жени       | общо       |
| ----------- | --------- | -------- | -------- | -------- | ---------- | ---------- | ---------- |
| 51          | 55        | 71       | 13       | 84       | 83         | 116        | 199        |

При избухването на Балканската война в 1912 година 17 души от Латово са доброволци в Македоно-одринското опълчение.
След Междусъюзническата война в 1913 година селото попада в Сърбия.
На етническата си карта на Северозападна Македония в 1929 година Афанасий Селишчев отбелязва Латово като българско село.
В 1938 година е построен манастирът „Свети Петър и Павел“, но по-късно е запуснат.
Според преброяването от 2002 година Латово има 85 жители македонци.

## Личности
Родени в Латово
- Александър Атанасов, български революционер от ВМОРО, четник на Петър Юруков[11] и на Панчо Константинов[12]
- Иван Василев (Йонче, 1874 - ?), български революционер, член на ВМОРО;
- Захарий Димитров (1884 - ?), македоно-одрински опълченец, обществен деец
- Мисайле Гюрчинов Лазоров, български революционер от ВМОРО, районен началник на Рабетинкол след Илинденското въстание
- Михаил Йосифов, български революционер от ВМОРО
- Мицко Кръстев (Латовски) (1855 – 1909), ренегат от ВМОРО и сърбомански войвода
- Траян Костадинов Вълканов, български революционер от ВМОРО[13]
- Цветко Георгиев, български опълченец, V опълченска дружина, умрял преди 1918 г.[14]